# K-moyennes
Le problème des k-moyennes (k-means en anglais) est un problème d'optimisation combinatoire permettant de formaliser le problème de partitionnement de données.
Par extension, on parle d'algorithme des k-moyennes, ou de méthode des k-moyennes, pour désigner l'algorithme de Lloyd, qui est l'heuristique la plus classiquement utilisée pour ce problème.
Étant donnés un ensemble de points et un entier k, le problème est de trouver une partition de ces points en k groupes minimisant la variance à l'intérieur de chaque groupe. Plus précisément, il s'agit de minimiser la somme des carrés des distances de chaque point à la moyenne des points de son groupe.
Le problème est aussi étudié comme un problème d'optimisation classique, avec par exemple des algorithmes d'approximation.
Les k-moyennes sont notamment utilisées en apprentissage non supervisé où l'on divise des observations en k partitions. Les nuées dynamiques sont une généralisation de ce principe, pour laquelle chaque partition est représentée par un noyau pouvant être plus complexe qu'une moyenne.
Il s'agit par ailleurs d'un cas particulier du problème de quantification en traitement du signal.

## Définition
Étant donné un ensemble de points (x1, x2, …, xn), on cherche à partitionner les n points en k ensembles S = {S1, S2, …, Sk} (k ≤ n) en minimisant la distance entre les points à l'intérieur de chaque partition :
{\displaystyle {\underset {\mathbf {S} }{\operatorname {arg\,min} }}\sum _{i=1}^{k}\sum _{\mathbf {x} _{j}\in S_{i}}\left\|\mathbf {x} _{j}-{\boldsymbol {\mu }}_{i}\right\|^{2}}
où μi est le barycentre des points dans Si.

## Historique
Le terme « k-means » a été utilisé pour la première fois par James MacQueen en 1967, bien que l'idée originale ait été proposée par Hugo Steinhaus en 1957. L'algorithme classique a été proposé par Stuart Lloyd en 1957 à des fins de modulation par impulsions et codage, mais il n'a pas été publié en dehors des  Laboratoires Bell avant 1982. En 1965, E. W. Forgy publia une méthode essentiellement similaire, raison pour laquelle elle est parfois appelée « méthode de  Lloyd-Forgy ». Une version plus efficace, codée en Fortran, a été publiée par Hartigan et  Wong en 1975/1979,.

## Algorithme classique
Il existe un algorithme classique pour le problème, parfois appelé méthode des k-moyennes, très utilisé en pratique et considéré comme efficace bien que ne garantissant ni l'optimalité, ni un temps de calcul polynomial.

### Description

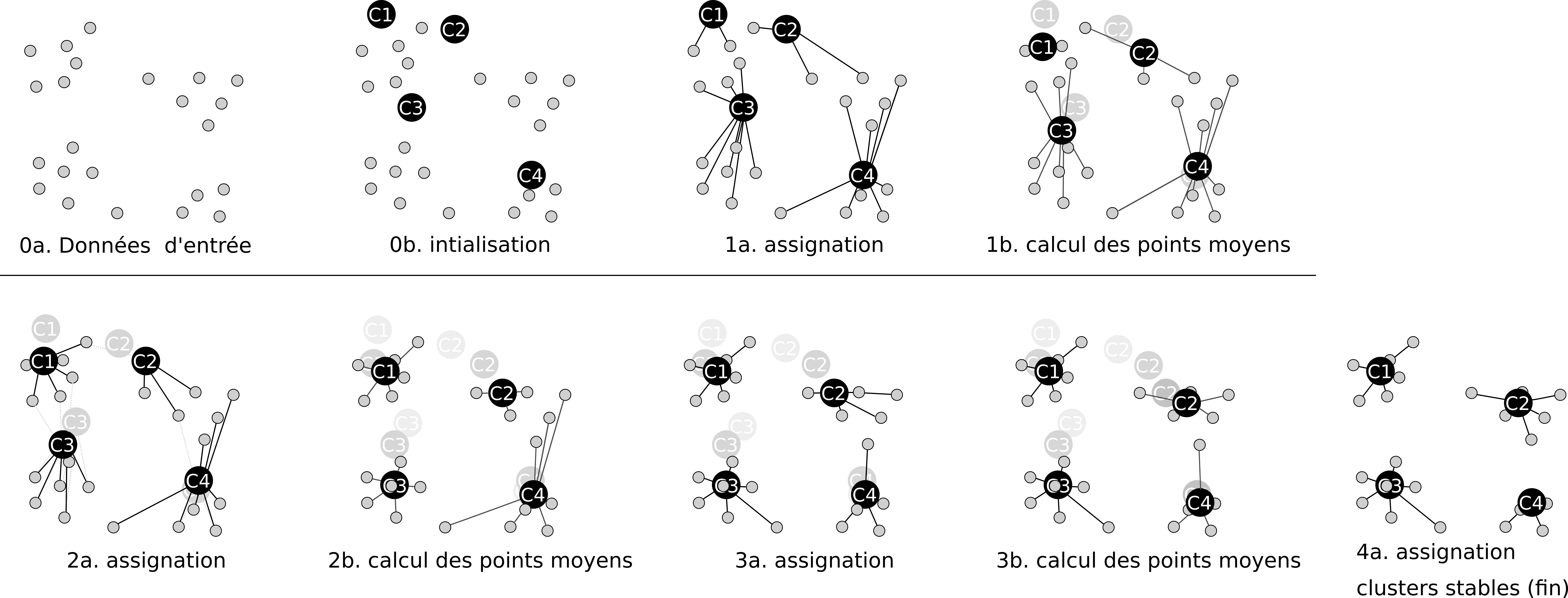
Illustration du déroulement de l'algorithme des k-moyennes

- Choisir k points qui représentent la position moyenne des partitions m1(1), …, mk(1) initiales (au hasard par exemple) ;
- Répéter jusqu'à ce qu'il y ait convergence :

– affecter chaque observation à la partition la plus proche (c.-à-d. effectuer une partition de Voronoï selon les moyennes) :
{\displaystyle S_{i}^{(t)}=\left\{\mathbf {x} _{j}:{\big \|}\mathbf {x} _{j}-\mathbf {m} _{i}^{(t)}{\big \|}\leq {\big \|}\mathbf {x} _{j}-\mathbf {m} _{i^{*}}^{(t)}{\big \|}\ \forall \ i^{*}=1,\ldots ,k\right\}},
– mettre à jour la moyenne de chaque groupe :
{\displaystyle \mathbf {m} _{i}^{(t+1)}={\frac {1}{|S_{i}^{(t)}|}}\sum _{\mathbf {x} _{j}\in S_{i}^{(t)}}\mathbf {x} _{j}}.

### Initialisation
Une valeur pour k est choisie ; il est possible d'estimer une valeur pertinente à partir des partitions existantes dans les données.
Une fois le nombre k de valeurs choisi, on procède à leur initialisation. L'initialisation est un facteur déterminant dans la qualité des résultats (minimum local). De nombreux travaux traitent ce point. Il existe deux méthodes d'initialisation habituelles : la méthode de Forgy d'une part et le partitionnement aléatoire d'autre part. La méthode de Forgy affecte les k points des moyennes initiales à k données d'entrée choisies aléatoirement. Le partitionnement aléatoire affecte aléatoirement un groupe à chaque donnée et procède ensuite au (avant-premier) calcul des points de moyennes initiales.
K-moyennes++ est un algorithme d’initialisation des k points qui propose une initialisation améliorant la probabilité d'obtenir la solution optimale (minimum global). L'intuition derrière cette approche consiste à répartir les k points des moyennes initiales. Le point de moyenne initial du premier groupe est choisi aléatoirement parmi les données. Puis chaque point de moyenne initiale est choisi parmi les points restants, avec une probabilité proportionnelle au carré de la distance entre le point et le centroïde le plus proche.

### Analyse
Il y a un nombre fini de partitions possibles à k classes.
De plus, chaque étape de l'algorithme fait strictement diminuer la fonction de coût, positive, et fait découvrir une meilleure partition. Cela permet d'affirmer que l'algorithme converge toujours en temps fini, c'est-à-dire termine.
Le partitionnement final n'est pas toujours optimal. De plus le temps de calcul peut être exponentiel en le nombre de points, même dans le plan. Dans la pratique, il est possible d'imposer une limite sur le nombre d’itérations ou un critère sur l'amélioration entre itérations.
À k fixé, la complexité lisse est polynomiale pour certaines configurations, dont des points dans un espace euclidien et le cas de la divergence de Kullback-Leibler. Si k fait partie de l'entrée, la complexité lisse est encore polynomiale pour le cas euclidien. Ces résultats expliquent en partie l'efficacité de l'algorithme en pratique.

## Autres aspects algorithmiques
Le problème des k-moyennes est NP-difficile dans le cas général. Dans le cas euclidien, il existe un algorithme d'approximation polynomial, de ratio 9, par recherche locale.

## Applications

### Avantages et inconvénients pour l'apprentissage
Un inconvénient possible des k-moyennes pour le partitionnement est que les groupes dépendent de l'initialisation et de la distance choisie[réf. souhaitée].
Le fait de devoir choisir a priori le paramètre k peut être perçu comme un inconvénient ou un avantage. Dans le cas du calcul des sacs de mots par exemple, cela permet de fixer exactement la taille du dictionnaire désiré. Au contraire, dans certains partitionnements de données, on préférera s'affranchir d'une telle contrainte.

### Réduction du nombre de couleurs d'une image

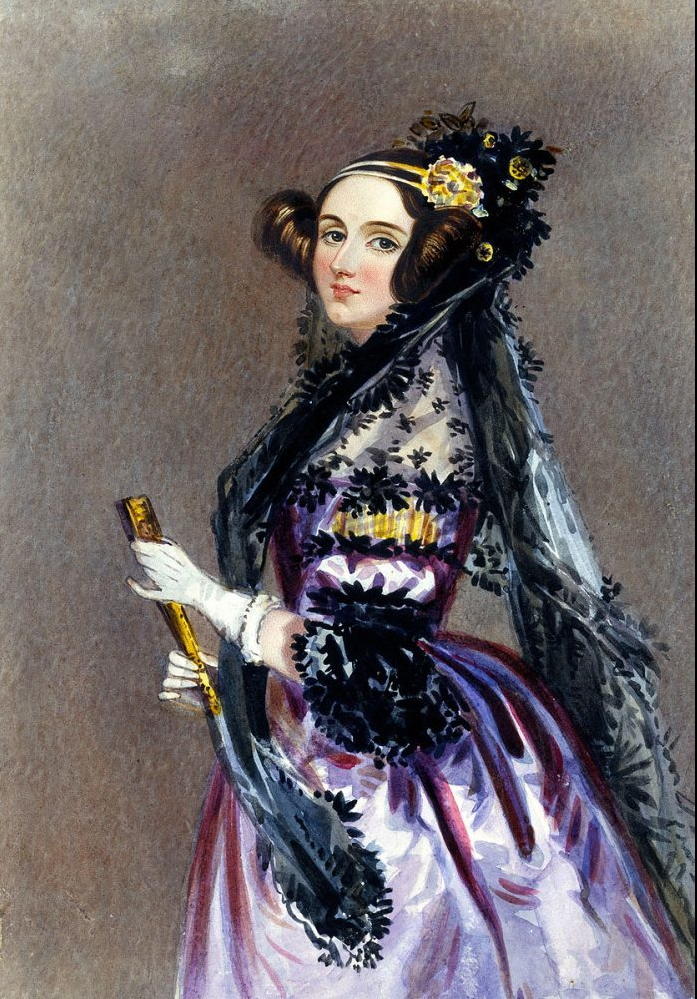
Portrait d'Ada Lovelace peint par Alfred Edward Chalon en 1840. L'image non retouchée comprend environ 700000 pixels qui affichent près de 131000 couleurs différentes.

L'algorithme des k-moyennes peut être utilisé pour réduire le nombre de couleurs (en) d'une image sans que cela ne nuise trop à sa qualité. L'espace de couleur du système RGB de codage des couleurs consiste à représenter une couleur par trois nombres entiers compris entre 0 et 255 qui représentent les intensités respectives du rouge, du vert et du bleu dans la couleur à afficher. Cela donne 2563 couleurs possibles, soit environ 16 millions. L'œil humain non-entraîné peine à distinguer autant de couleurs et il est donc possible de remplacer deux couleurs proches par une seule sans grande perte de qualité ; ce peut être utile à des fins de compression ou pour permettre l'affichage optimal d'une image sur un écran ou une imprimante n'offrant pas une grande variété de couleurs. L'algorithme des k-moyennes permet de trouver, pour chaque pixel d'une image, parmi une liste de k couleurs définies, la couleur qui est la plus proche.

#### Algorithme
L'algorithme de réduction d'image nécessite plusieurs itérations. D'abord on initialise en choisissant une liste de k couleurs, et on crée une nouvelle image en remplaçant chaque pixel de l'image d'origine par la couleur dont il est le plus proche. À chaque itération, ensuite, on récupère tous les pixels d'une même couleur pour créer une partition. Pour chacune des k partitions obtenues, on calcule la moyenne des couleurs, ce qui donne une nouvelle liste de k couleurs. On remplace alors chaque pixel de l'image d'origine par la couleur dont il est le plus proche, ce permet d'obtenir une nouvelle image.
Le partitionnement des pixels puis le remplacement de leur couleur par une couleur moyenne est itéré jusqu'à ce que l'image ne soit plus modifiée par le procédé. L'utilisation des k-moyennes pour cette application a été longtemps considérée comme peu efficace, mais il a été avancé que l'algorithme pouvait être implémenté de façon efficace.
Les paramètres qui influent sur le résultat sont:
- la valeur de k ;
- le choix d'initialisation des couleurs ;
- l'arrêt éventuel de l'exécution avant que les couleurs ne soient complètement stabilisées.

#### Moyenne de différentes couleurs
Parler de moyenne sur des couleurs est un abus de langage, car une moyenne ne peut être calculée que sur un nombre. Cependant dans le cas où elle est représentée par son code RGB, une couleur peut être assimilée à un triplet de trois composantes qui sont des nombres entiers compris entre 0 et 255. On peut alors appeler couleur moyenne la couleur dont les trois composantes sont les trois moyennes des composantes des différentes couleurs.
| (255 , 128, 0)                    | (0, 0, 128) | (0, 255, 255) | (128, 128, 64) | (255, 128, 255) | (255, 0, 0) | (255, 255, 0) | (128, 255, 0) |
|                                   |             |               |                |                 |             |               |               |
| Couleur moyenne : (160 , 144, 88) |             |               |                |                 |             |               |               |
|                                   |             |               |                |                 |             |               |               |

#### Nombre d'itérations
La complexité de l'algorithme des k-moyennes est linéaire en le nombre d'itérations des partitionnements et des moyennes. Cependant le nombre d'itérations à effectuer avant la convergence de l'image, bien que généralement bas, peut être très élevé dans le pire des cas. Les dernières itérations peuvent cependant ne pas engendrer de grandes différences de rendu.

Évolution d'une image réduite à 15 couleurs au fil des itérations de l'algorithme.
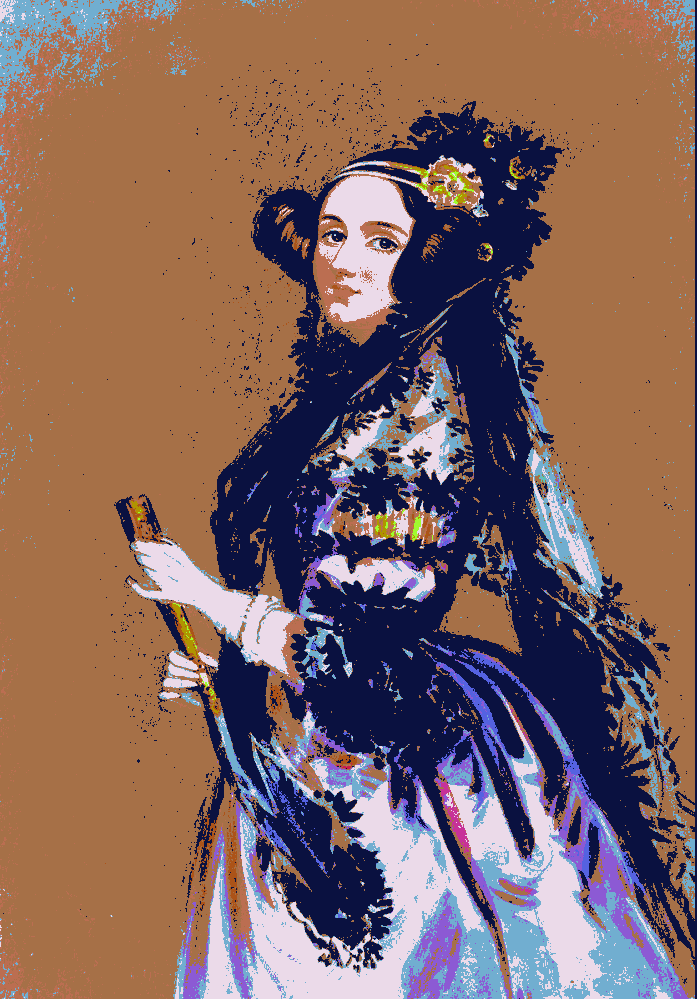
Initialisation avec couleurs aléatoires.
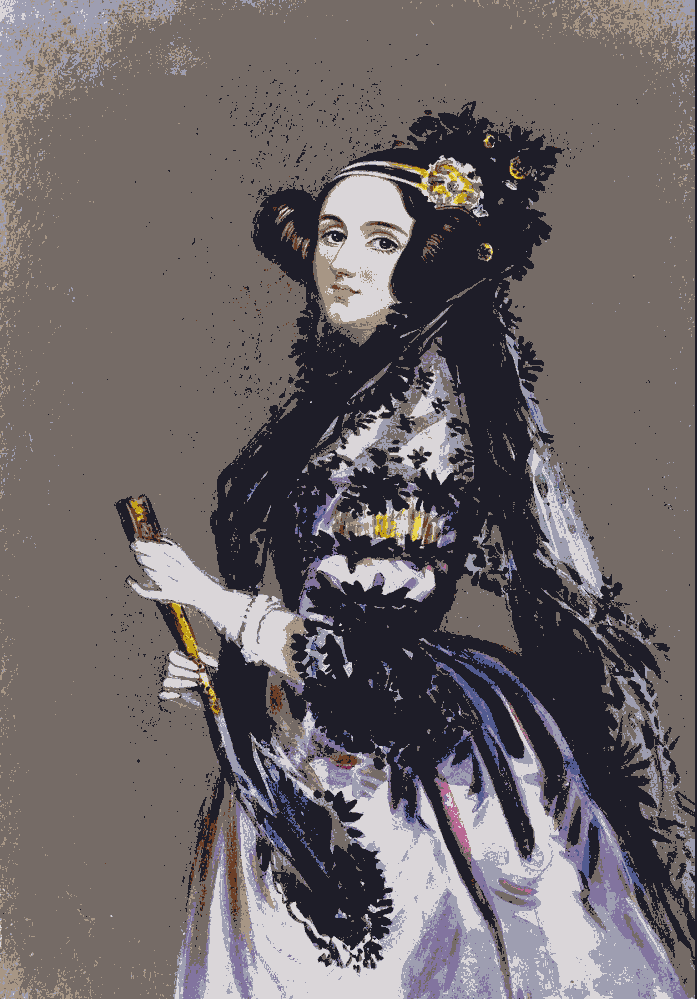
Fin de l'itération 1.
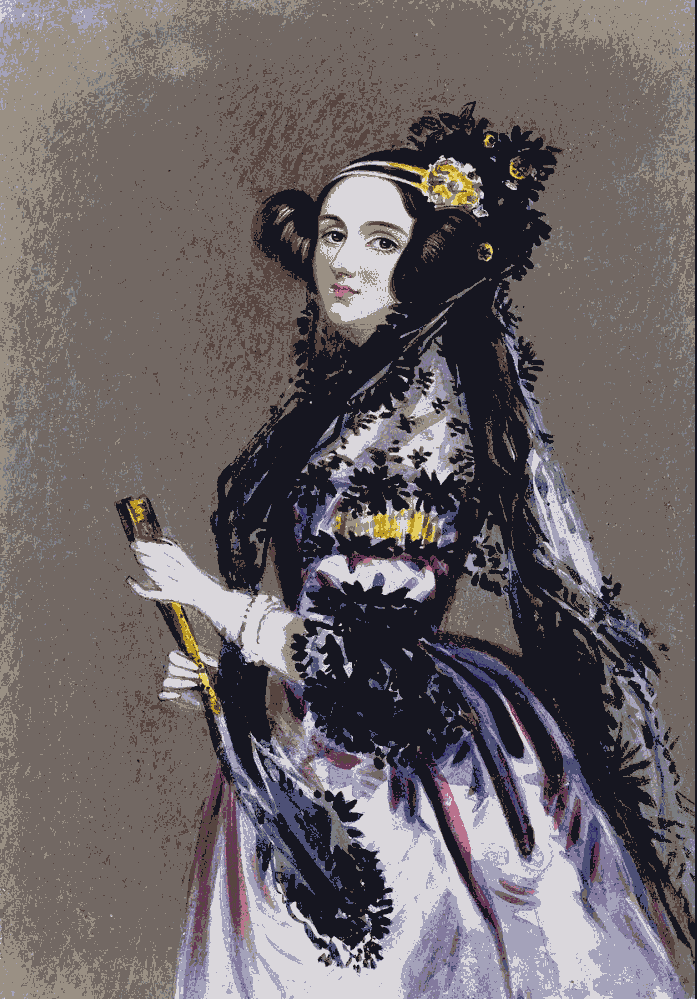
Fin de l'itération 2.
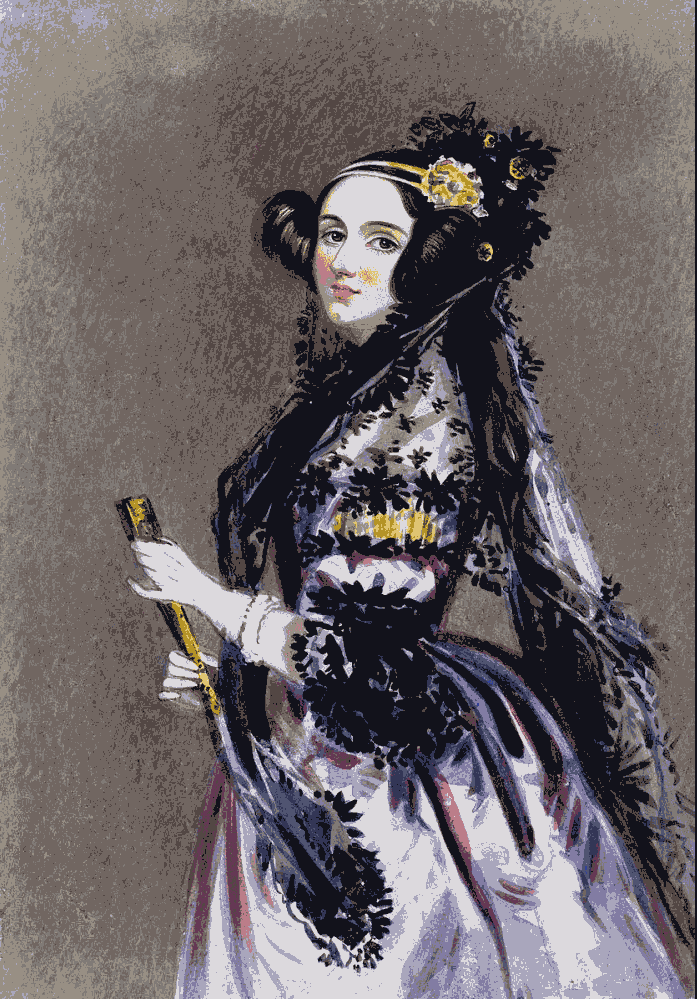
Fin de l'itération 3.
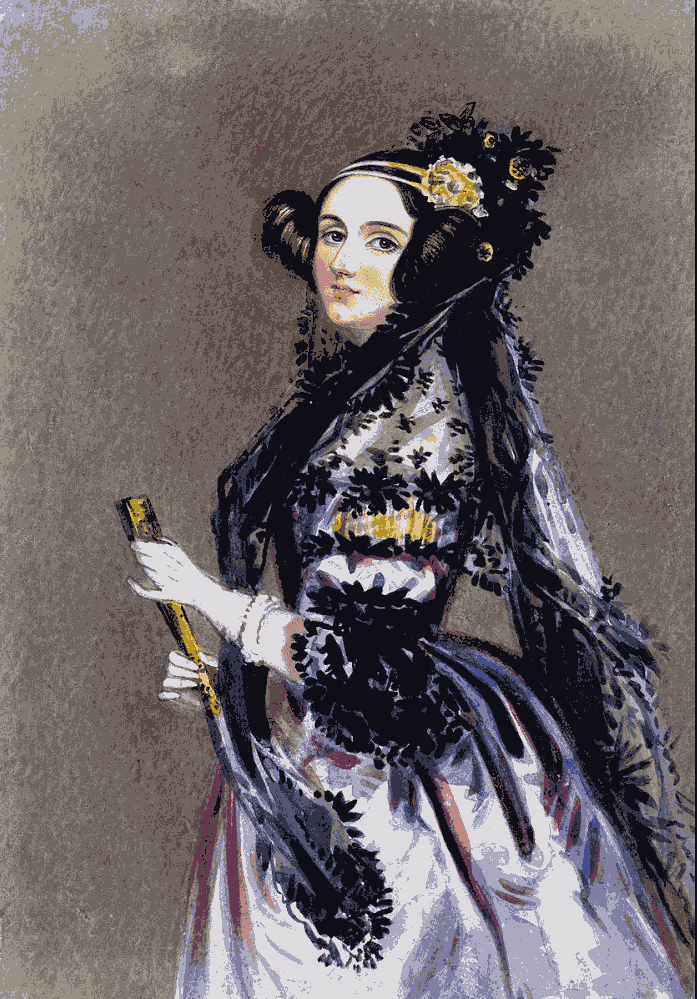
Fin de l'itération 4.
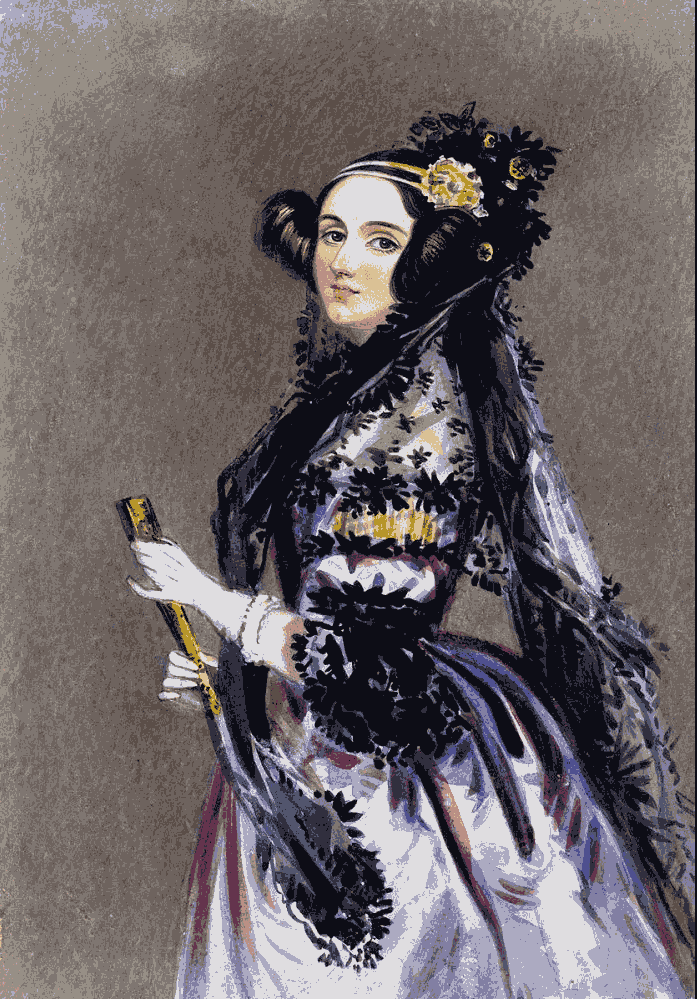
Fin de l'itération 5.
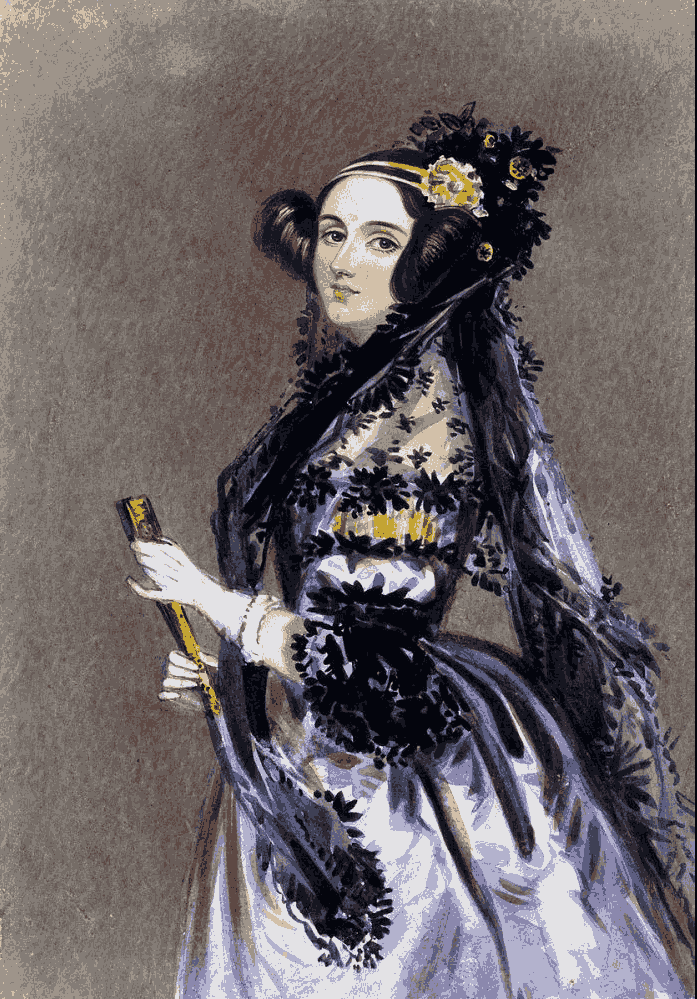
Résultat final (itération 48).

#### Choix d'initialisation des couleurs
L'exécution de l'algorithme des k-moyennes dépend du choix d'initialisation des k couleurs qui servent à effectuer la première partition. Deux initialisations différentes peuvent en effet donner deux résultats différents dont la proximité n'est en théorie pas garantie. En pratique cependant deux exécutions initialisées différemment donneront généralement un résultat proche.
| - Deux initialisations différentes de l'algorithme pour une réduction à 15 couleurs. - Première initialisation. - Seconde initialisation. | - Les deux résultats finaux correspondant aux deux initialisations ci-contre. - Premier rendu. (48 itérations) - Second rendu. (50 itérations) |

#### Choix du nombre de couleurs
Le choix de la valeur de k résulte généralement d'un compromis entre d'une part le fait de ne pas avoir de couleurs superflues et d'autre part le fait de limiter la baisse de qualité de l'image. Dans la pratique, on choisit généralement k de telle sorte qu'une valeur plus petite diminuerait sensiblement la qualité de l'image tandis qu'une valeur plus grande ne l'améliorerait que peu.
Ainsi l'exemple ci-dessous montre qu'en dessous de 10 couleurs, changer la valeur de k modifie grandement le rendu final tandis que l'on n'observe que peu de variations lorsque k est au-delà de 15. Un bon compromis se situerait donc pour k entre 10 et 15.

Différence de rendu suivant le nombre k de couleurs à réduire.
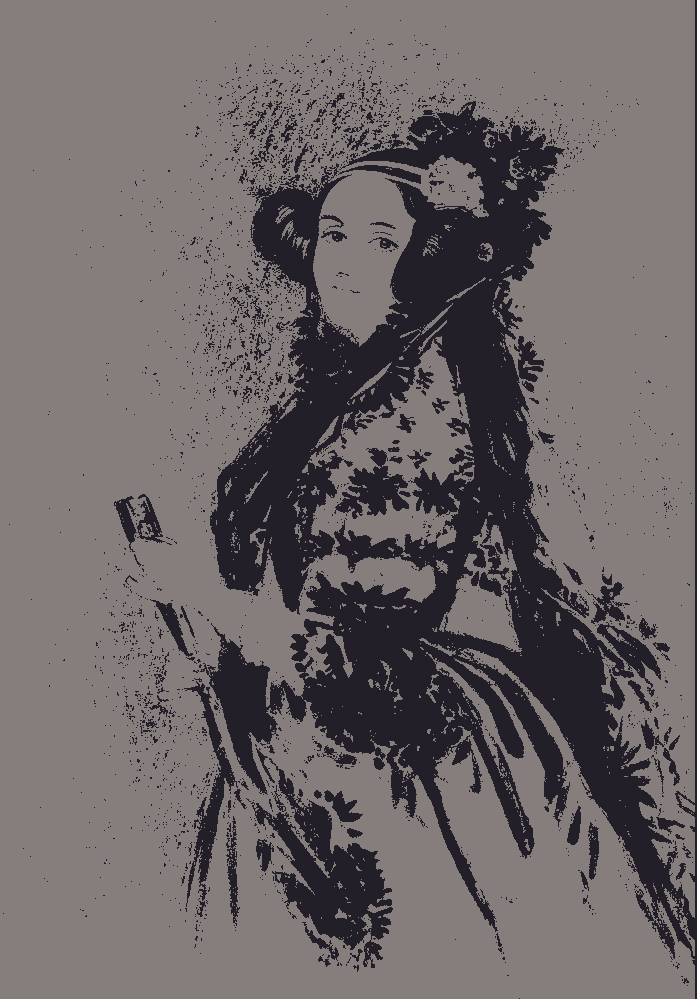
2 couleurs. (17 itérations)
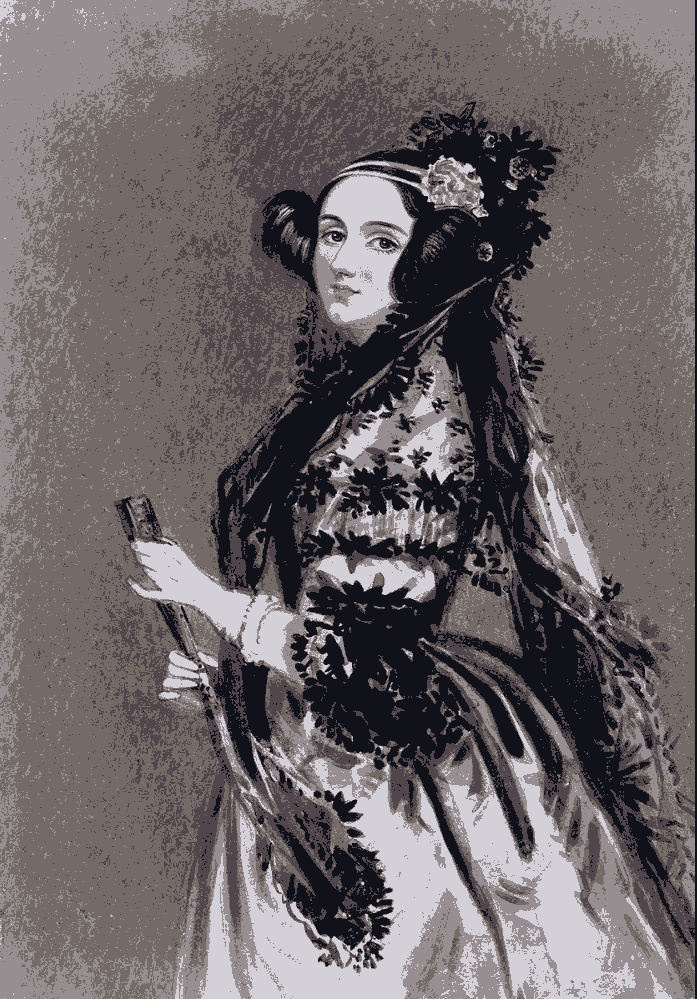
5 couleurs. (42 itérations)
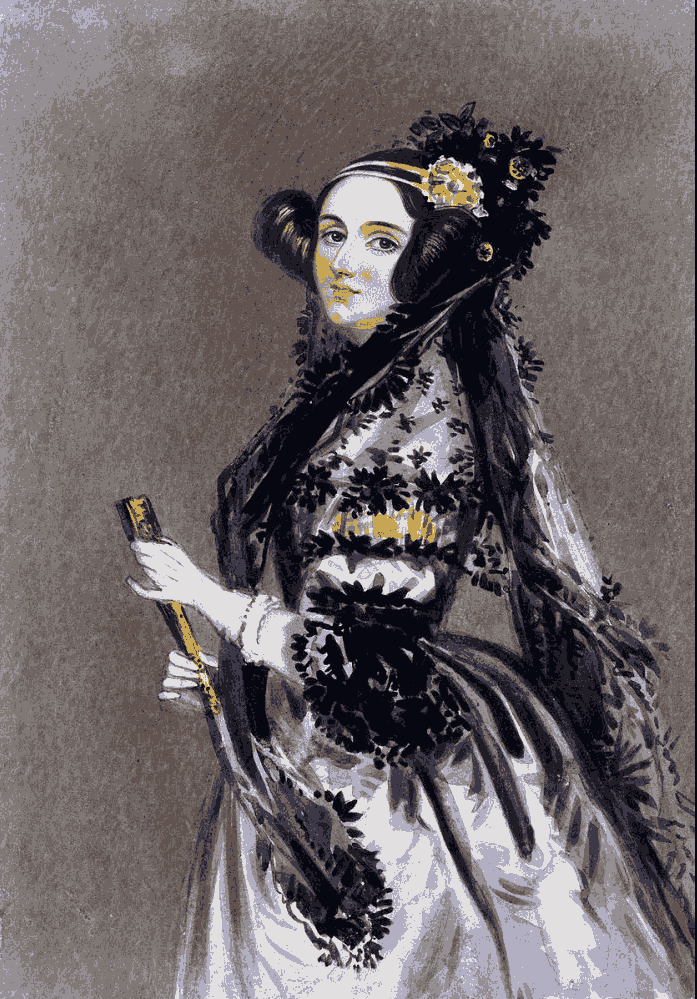
10 couleurs. (48 itérations)
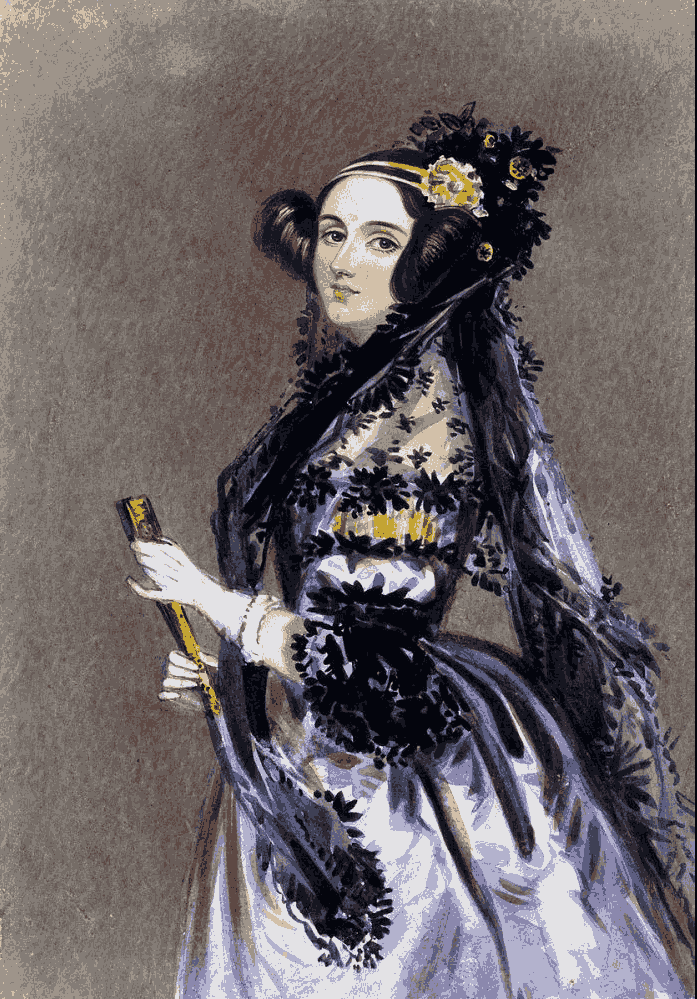
15 couleurs. (48 itérations)
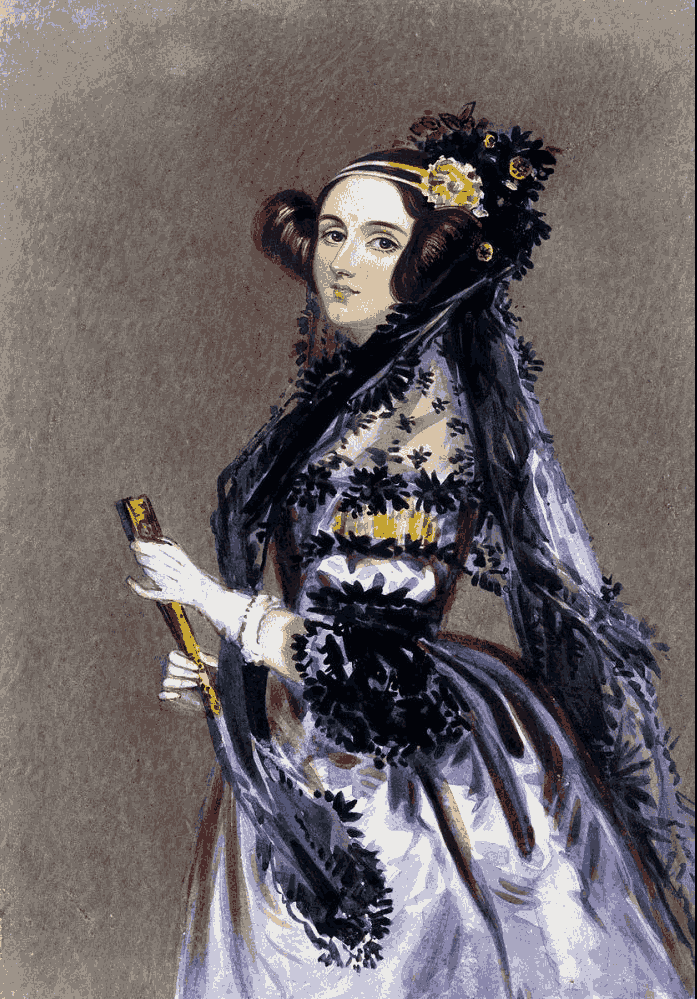
20 couleurs. (79 itérations)
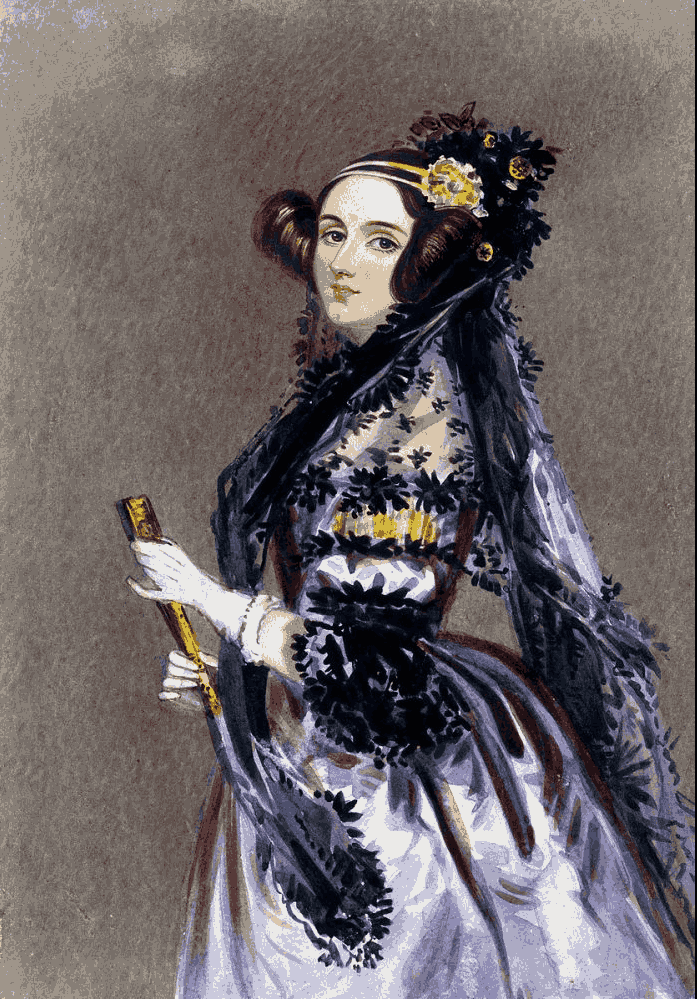
25 couleurs. (144 itérations)
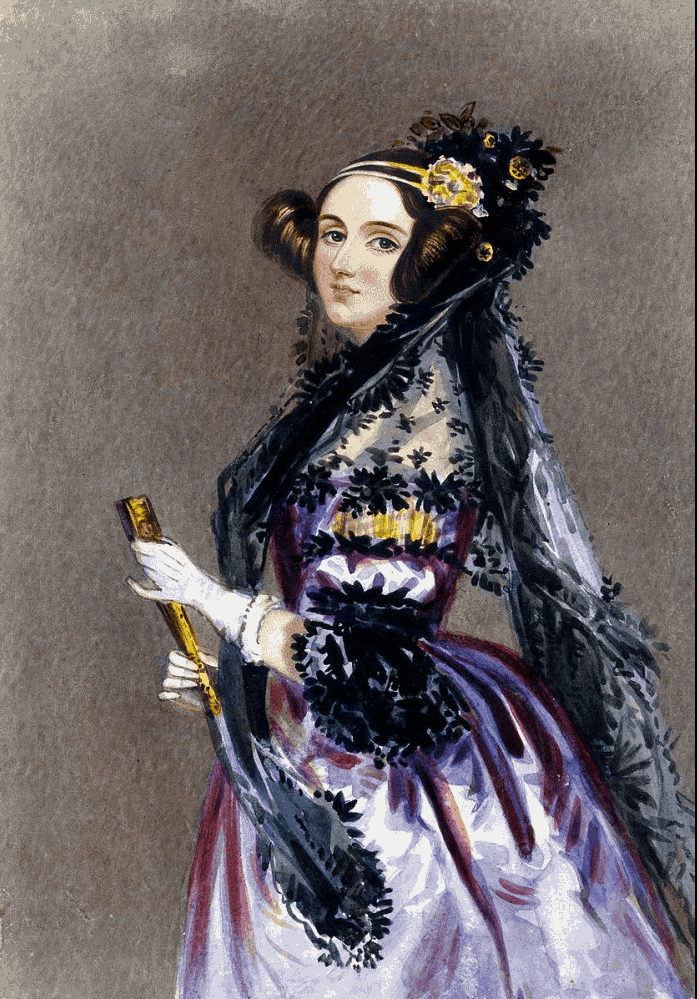
100 couleurs. (295 itérations)

#### Implémentations libres
- R : kmeans
- Apache Mahout k-Means
- SciPy vector-quantization
- Silverlight widget demonstrating k-means algorithm
- OpenCV
- Weka

### Implémentations commerciales
- SAS FASTCLUS
- MATLAB : kmeans